# Wilhelm Middelschulte
Wilhelm Middelschulte (* 3. April 1863 in Werve, ehem. Kreis Hamm (heute Teil der Stadt Kamen); † 4. Mai 1943 in Dortmund) war ein deutsch-amerikanischer Komponist und Organist.

## Leben
Middelschulte besuchte von 1880 bis 1883 das Seminar in Soest und arbeitete anschließend kurze Zeit als Lehrer. Orgelspiel studierte er zunächst bei August Knabe. Später besuchte er das Königliche Musik-Institut Berlin, wo er bei August Haupt Orgel und Musiktheorie studierte. Von 1888 bis 1891 wirkte er kurze Zeit selbst am Musik-Institut und als Chorleiter und Organist an der St. Lukaskirche in Berlin. 1891 siedelte Middelschulte in die USA über und gilt dort als der Orgelvirtuose des frühen 20. Jahrhunderts. Die meiste Zeit seines Lebens verbrachte er in Chicago, wo er bei dem Musiktheoretiker Bernhard Ziehn studierte. Als überragender Kontrapunktiker (Ferruccio Busoni nannte Ziehn und Middelschulte „Die Gotiker von Chicago“) schuf er einen neuen Stil von Orgelkompositionen. Seine Werke zählen mit zu den technisch anspruchsvollsten Orgelwerken. Konzertauftritte in Amerika und Deutschland haben in der Musikgeschichte einen nachhaltigen Eindruck hinterlassen. 1939 kehrte er nach Europa zurück. 1922 wurde er von der Notre Dame University zum Ehrendoktor ernannt.

## Werke
Orgelmusik (Auswahl)
- Passacaglia d-Moll
- Canons und Fuge über den Choral „Vater unser im Himmelreich“
- Konzert a-Moll über ein Thema von Johann Sebastian Bach
- Kanonische Fantasie über BACH und Fuge über 4 Themen von Johann Sebastian Bach
- Toccata über den Choral „Ein feste Burg ist unser Gott“
- Chaconne e-Moll
- Chromatische Fantasie und Fuge für Orgel
- Kontrapunktische Sinfonie über Themen von Johann Sebastian Bach

## Diskographie
- Gisbert Schneider: Wilhelm Middelschulte (1863–1943): Orgelwerke, Große Alexander-Schuke-Orgel im Dom zu Erfurt, Cybele Records 050.201,  Aufnahme 1997
- Brink Bush: Organ Works Of Wilhelm Middelschulte, Vol. I, Konzelmann-Orgel, Saint Anne Church, Rochester NY, Saint Anne Productions, Aufnahme 1999
- Jürgen Sonnentheil: Wilhelm Middelschulte – Organ Works [Vol. 1], Gerald Woehl Orgel, St. Petri Cuxhaven, CPO 999 739–2, Aufnahme 1999
- Jürgen Sonnentheil: Wilhelm Middelschulte – Organ Works Vol. 2, Gerald Woehl Orgel, St. Michaelis Hildesheim, CPO 999 962-2, Aufnahme 2002
- Jürgen Sonnentheil: Wilhelm Middelschulte – Organ Works Vol. 3, Gerald Woehl Orgel, St. Petri Cuxhaven, cpo 777 144-2 – Aufnahme 2003
- Jürgen Sonnentheil: Wilhelm Middelschulte – Organ Works Vol. 4, Gerald Woehl Orgel, St. Petrus Canisius Friedrichshafen, cpo 777 215-2 (2 CDs) – Aufnahme 2005